# Nikon F90x

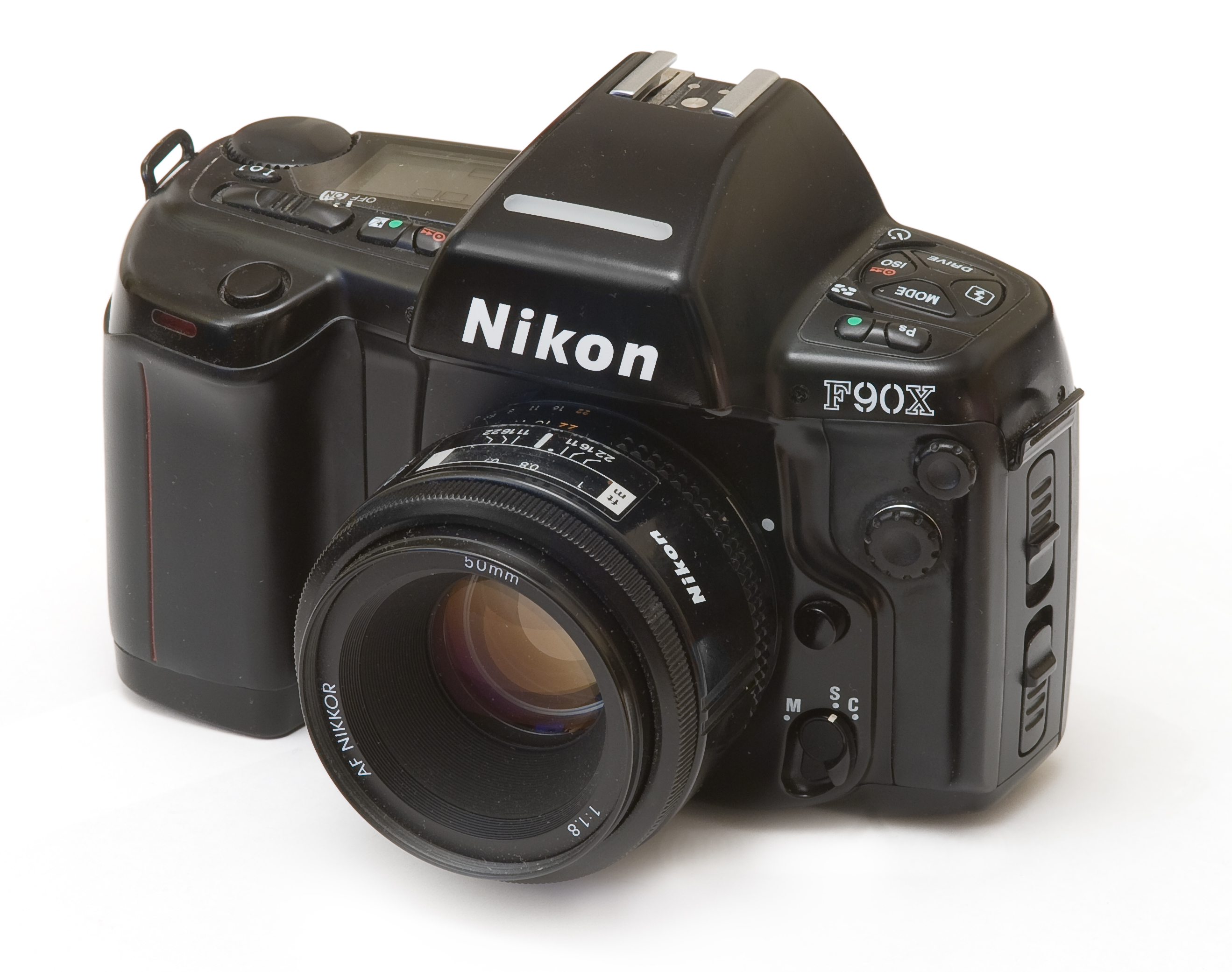
Nikon F90x

Nikon F90x je jednooká zrcadlovka na kinofilm, kterou firma Nikon vyráběla v letech 1994–1998. Jedná se o upgrade předchozího modelu Nikon F90, od něhož se liší v některých drobnostech. Fotoaparát byl určen pro pokročilé amatéry a profesionální fotografy. 
Proti typu Nikon F90 má F90x rychlejší a přesnější automatické zaostřování a jemněji odstupňované clonění. 
Podobně jako k dalším poloprofesionálním zrcadlovkám bylo možno připojit k přístroji bateriový grip (MB-10 na 4 AA články). Fotoaparát ale neuměl některé funkce vhodné pro profesionální fotografii, jako je předsklopení zrcátka, autobracketing či vícenásobnou expozici políčka.